# Эпидидимальная гипертензия
Эпидидимальная гипертензия (ЭГ), или «синие яйца», «голубые яички» у мужчин или «синяя вульва» у женщин, — безвредное, но неприятное ощущение в области гениталий при длительном половом возбуждении из-за чрезмерного скопления крови в мошонке с увеличением давления в них. Обычно данное состояние проходит в течение нескольких часов, если только не проходит после оргазма.
У женщин дискомфорт возникает в области эректильной ткани и клитора вульвы. У мужчин это явление приводит к неприятному ощущению в яичках. Чаще всего это временное скопление жидкости в яичках или вульве, вызванное длительным сексуальным возбуждением без оргазма.
Термин «эпидидимальная гипертензия» происходит от латинского названия придатка яичка — epididymis. Этот термин также применяется к женщинам, несмотря на отсутствие придатка яичка в женской анатомии. Профессор Кэролайн Пуколл, которая была соавтором первого углубленного исследования по ЭГ, предложила использовать термин «синдром пульсирующей промежности». Считается, что первоначально термин «синие яйца» возник в Соединённых Штатах Америки и впервые появился в 1916 году. Хотя это явление менее известно, его эквивалент у женщин неофициально называют «синей вульвой». Не следует путать с аноргазмией или управлением оргазмом.

## Исследования
Данное явление чаще всего наблюдается у мужчин, которые испытывают и практикуют задержанную, многократную или подавленную эякуляцию. В науке эпидидимальная гипертензия практически не исследована. Существует мало официальных данных об этом заболевании. Лечение заключается в достижении оргазма или, в качестве альтернативы, в перемещении очень тяжёлого предмета — по сути, в выполнении манёвра Вальсальвы.

## Симптомы
Представители обоих полов могут испытывать следующие симптомы:
- тяжесть;
- дискомфорт;
- лёгкую боль.